# Batis de Lampsaque
Pour l’article homonyme, voir Batis (homonymie).
Batis de Lampsaque est une étudiante d'Épicure à Lampsasque au début du IIIe siècle av. J.-C. Batis est la sœur de Métrodore et la femme d'Idoménée.
À la mort de son fils, Métrodore écrit à sœur pour la réconforter, en lui disant que « tout le Bien des mortels est mortel », et « qu'il y a un certain plaisir à se laisser aller à la tristesse et qu'on doit chasser cette envie dans de tels moments ». Épicure écrit une lettre à Batis pour la mort de Métrodore en -277.
Parmi les fragments de lettres découverts parmi les papyrus à la villa des Papyri à Herculanum ; certains pourraient avoir été écrits par Batis.